# Roberto Ferrari (schermidore)
Roberto Ferrari (Roma, 2 agosto 1923 – Roma, 11 ottobre 1996) è stato uno schermidore italiano, specializzato nella sciabola e nel fioretto. Vinse una medaglia d'argento ed una di bronzo nella scherma ai Giochi olimpici. Vinse la sua prima medaglia di oro ai Mondiali di scherma a Cairo 1949 nel fioretto a squadre.

## Palmarès
In carriera ha ottenuto i seguenti risultati:
Giochi olimpici
Individuale
A squadre
- Argento nella sciabola a Helsinki 1952
- Bronzo nella sciabola a Roma 1960

Mondiali
Individuale
A squadre
- Oro nel fioretto a Il Cairo 1949
- Oro nella sciabola a Montecarlo 1950
- Oro nel fioretto a Lussemburgo 1954
- Argento nella sciabola a Stoccolma 1951
- Argento nel fioretto a Bruxelles 1953
- Argento nella sciabola a Bruxelles 1953
- Argento nella sciabola a Roma 1955

Campionati italiani
Individuale
- Oro nella sciabola nel 1950
- Oro nella sciabola nel 1953
- Oro nella sciabola nel 1954
- Oro nella sciabola nel 1955
- Oro nella sciabola nel 1957
- Oro nella sciabola nel 1962

A squadre